# SEAT 1430
De SEAT 1430 is een door de Spaanse autofabrikant SEAT geproduceerde personenauto in de middenklasse.

## Geschiedenis
De SEAT 1430  was een doorontwikkeling van de SEAT 124. De vierdeurs sedan en een vijfdeurs stationwagen SEAT 1430 5 puertas verschenen in 1969 met aangepaste voor- en achterzijde en de motor van de Fiat 124 Special (1438 cc en 51 kW / 70 pk). De nieuwe auto, die leek op de Fiat 124 Special met zijn dubbele koplampen, had een topsnelheid van 155 km/u.
Vanaf 1973 had de motor 55 kW (75 pk) en maakte de auto tot 158 km/u snel. Tegelijkertijd verscheen de SEAT 1430 Especial 1600 met 1592 cc en 70 kW (95 pk) en een topsnelheid van 175 km/u 
In het Spaanse Rallykampioenschap van 1973 namen deze voertuigen de eerste plaats in en presteerden ze ook goed in internationale competities (RAC Rally, Rally van Cyprus en 24 Uren van Ieper). Vanaf 1970 was er ook een „Fórmula SEAT 1430“ waarin privérijders in eenzitters met achterin gebouwde 1430-motoren startten.
In 1976 werd de productie van de SEAT 1430 stopgezet. Opvolgers waren de „Especial“-modellen van de SEAT 124 D en de SEAT 131.

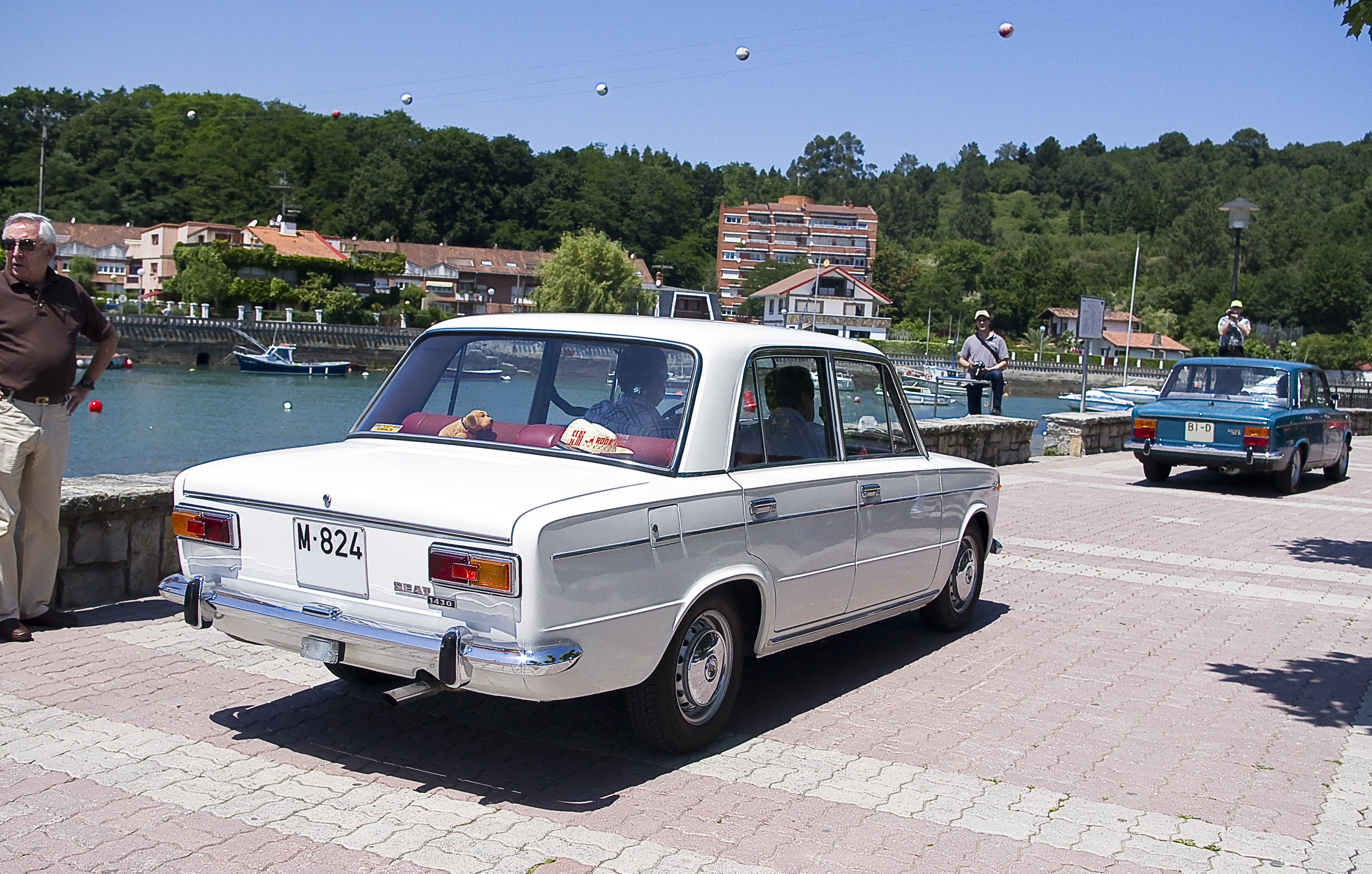
SEAT 1430 eerste serie, achterzijde
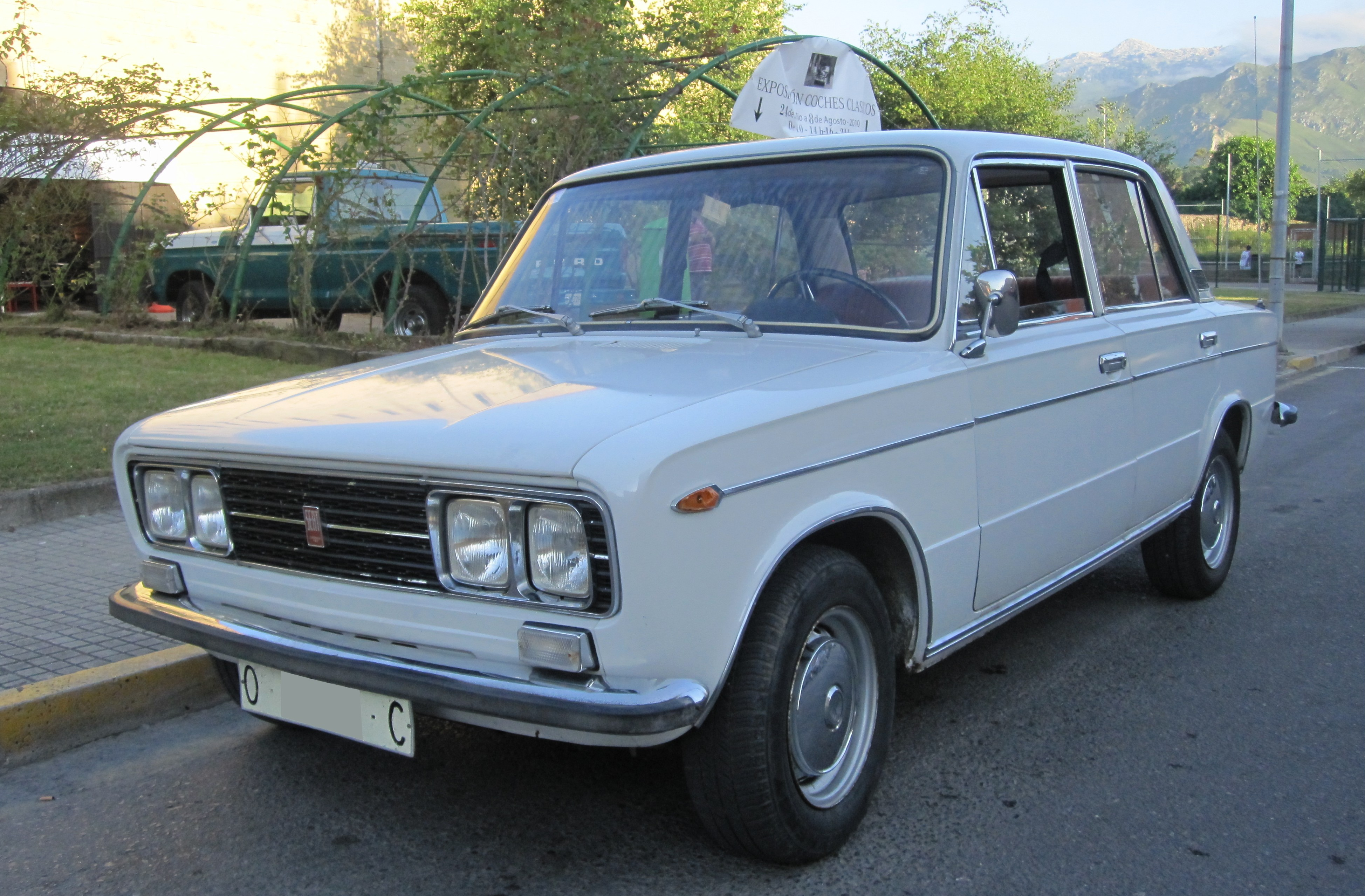
SEAT 1430 tweede serie (model '73)
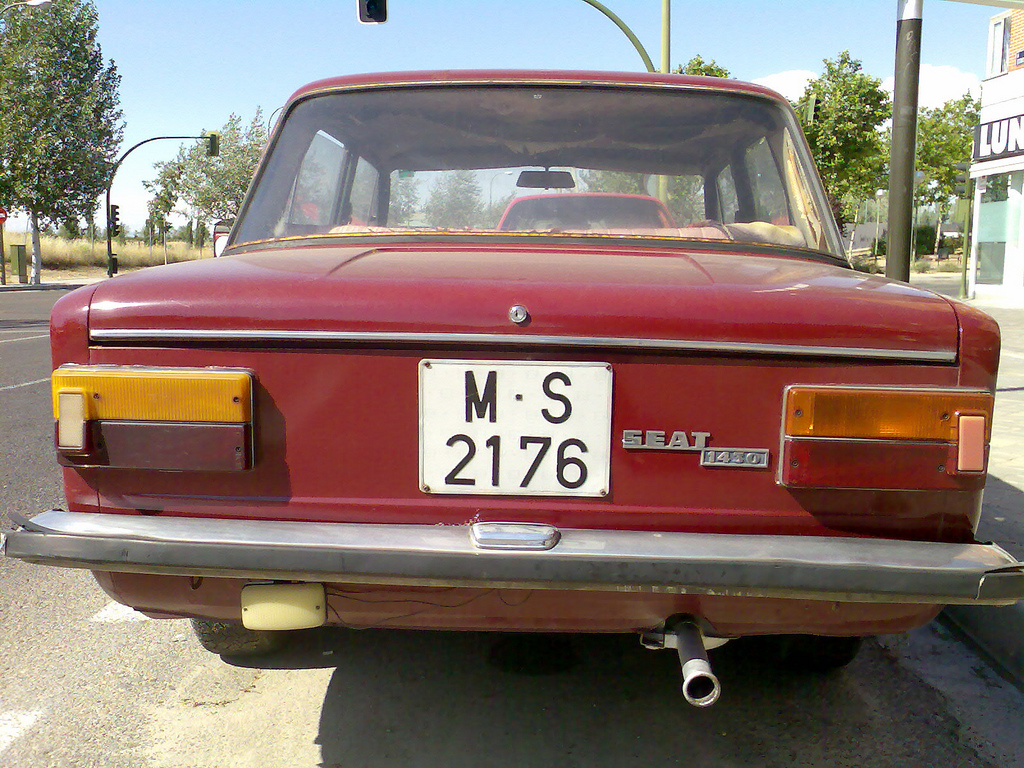
SEAT 1430 tweede serie, achterzijde
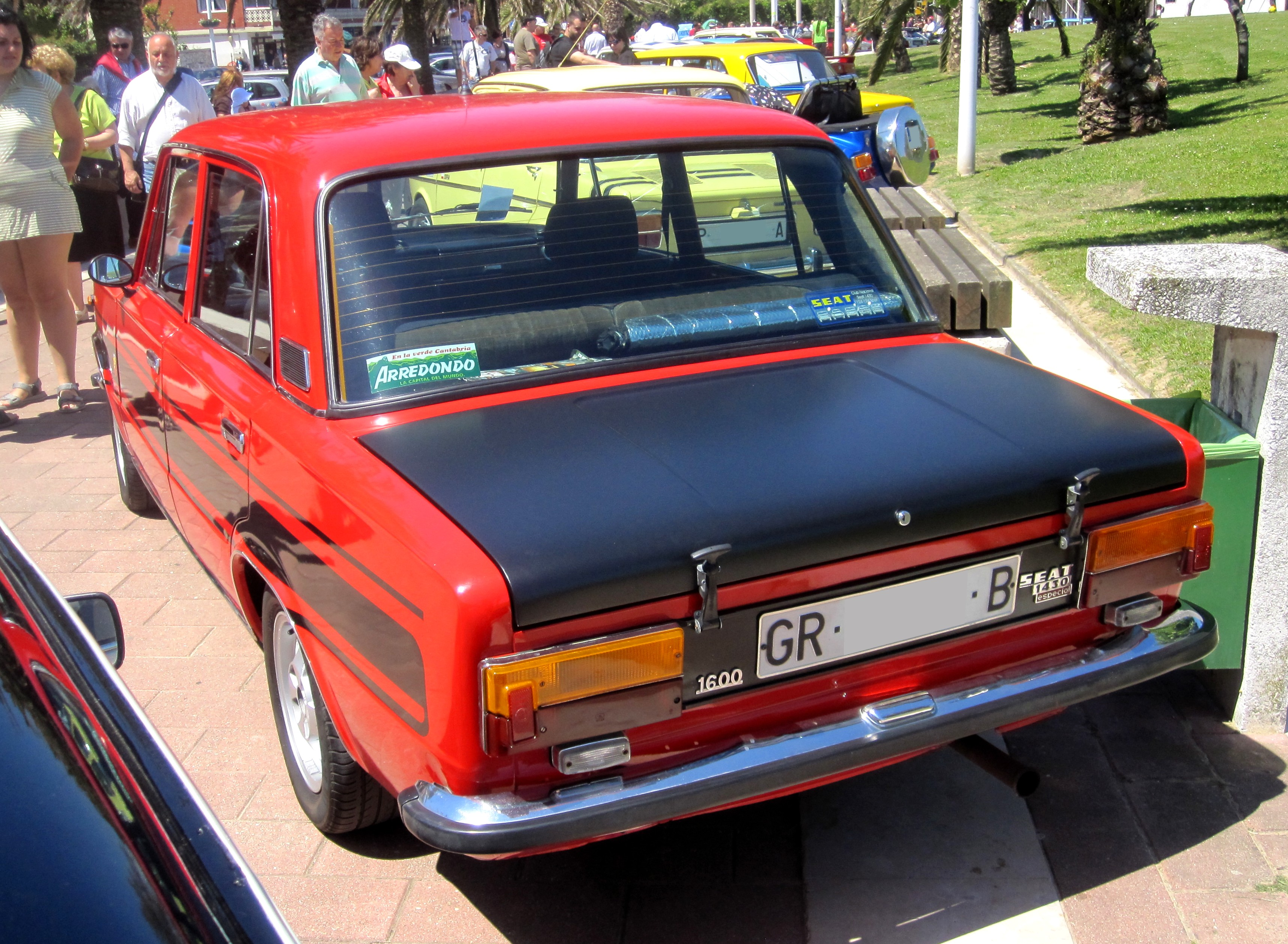
SEAT 1430 Especial 1600

Huidige modellen:
Ibiza · 
Arona ·
Leon ·  
Ateca ·
Tarraco
Oudere modellen:
600 · 
850 · 
1200 · 
1400 · 
1430 · 
1500 · 
124 · 
127 · 
128 · 
131 · 
132 · 
133 · 
Ritmo · 
Ronda · 
Fura · 
Málaga · 
Panda · 
Marbella · 
Terra · 
Inca · 
Arosa · 
Córdoba · 
Toledo · 
Altea (XL) · 
Exeo · 
Alhambra ·
Mii